# (6485) Wendeesther
(6485) Wendeesther est un astéroïde de la ceinture principale d'astéroïdes de la famille de Hungaria.

## Description
(6485) Wendeesther est un astéroïde de la ceinture principale d'astéroïdes, de la famille de Hungaria. Il présente une orbite caractérisée par un demi-grand axe de 1,91 UA, une excentricité de 0,15 et une inclinaison de 20,5° par rapport à l'écliptique.
Il fut nommé en l'honneur de Wendee Levy, co-gestionnaire de l'Observatoire Jarnac et compagne de l'astronome David H. Levy.

## Compléments